# اسخالک‌ویک، اوترخت
اسخالک‌ویک، اوترخت (به هلندی: Schalkwijk) یک منطقهٔ مسکونی در هلند است که در هاتن واقع شده‌است. اسخالک‌ویک ۱٬۹۷۳ نفر جمعیت دارد.